# Maria Horckmans
Amelia Leopoldina Maria Horckmans, ook Maria Gysbrechts-Horckmans (Beerzel, 13 mei 1939 - aldaar, 2 augustus 2019) was een Belgisch lerares en politica voor de PVV / VLD.

## Levensloop
Horckmans was de weduwe van Albert Gysbrechts, die van 1946 tot 1976 burgemeester van Beerzel was. Ze werd politiek actief na zijn overlijden en werd in 1982 voor de PVV verkozen tot gemeenteraadslid van Putte, een mandaat dat ze uitoefende tot 1988, toen ze plaats maakte voor haar zoon Peter Gysbrechts, die later burgemeester werd van Putte. Van 1991 tot 1995 was ze tevens lid van de Senaat als rechtstreeks gekozen senator voor het kiesarrondissement Mechelen-Turnhout. In de periode januari 1992 tot mei 1995 had ze als gevolg van het toen bestaande dubbelmandaat ook zitting in de Vlaamse Raad. De Vlaamse Raad was vanaf 21 oktober 1980 de opvolger van de Cultuurraad voor de Nederlandse Cultuurgemeenschap, die op 7 december 1971 werd geïnstalleerd, en was de voorloper van het huidige Vlaams Parlement.
Beroepshalve was ze leerkracht tot ze thuisbleef om voor de kinderen te zorgen. Na het overlijden van haar echtgenoot nam ze zijn verzekeringskantoor over.   